# Bình Phúc
Bình Phúc là một xã thuộc huyện Văn Quan, tỉnh Lạng Sơn, Việt Nam.

## Địa lý
Xã Bình Phúc nằm ở phía tây nam huyện Văn Quan, có vị trí địa lý:
- Phía đông giáp xã An Sơn
- Phía tây giáp xã Tri Lễ
- Phía nam giáp xã Yên Phúc
- Phía bắc giáp thị trấn Văn Quan và xã Tú Xuyên.

Xã Bình Phúc có diện tích 37,24 km², dân số năm 2018 là 3.868 người, mật độ dân số đạt 104 người/km².

## Lịch sử
Ngày 21 tháng 11 năm 2019, Ủy ban Thường vụ Quốc hội ban hành Nghị quyết số 818/NQ-UBTVQH14 về việc sắp xếp các đơn vị hành chính cấp xã thuộc tỉnh Lạng Sơn (nghị quyết có hiệu lực từ ngày 1 tháng 1 năm 2020). Theo đó, sáp nhập 12,79 km² diện tích tự nhiên và 1.316 người của xã Xuân Mai vừa giải thể (gồm 5 thôn: Cưởm Trên, Cưởm Dưới, Bản Dạ, Khòn Đon, Khòn Khẻ) vào xã Bình Phúc.
Sau khi sáp nhập, xã Bình Phúc có diện tích 37,24 km², dân số là 3.868 người.